# Nerophilus californicus
Nerophilus californicus là một loài Trichoptera trong họ Odontoceridae. Chúng phân bố ở miền Tân bắc.